# This Is England '88
This Is England '88 é uma minissérie de drama britânico de 2011 escrita por Shane Meadows e Jack Thorne como um spin-off do filme Isto é Inglaterra de 2006. É também uma sequência da série de televisão This Is England '86 de 2010.

## Elenco
- Thomas Turgoose como Shaun Fields
- Vicky McClure como Frances Lorraine "Lol" Jenkins
- Joe Gilgun como Richard "Woody" Woodford
- Andrew Shim como Michael "Milky"
- Rosamund Hanson como Michelle "Smell"
- Chanel Cresswell como Kelly Jenkins
- Danielle Watson como Trev
- Andrew Ellis como Gary "Gadget" Flowers
- Michael Socha como Harvey
- George Newton como Banjo
- Stephen Graham como Andrew "Combo" Gascoigne
- Johnny Harris como Michael "Mick" Jenkins
- Katherine Dow Blyton como Christine "Chrissy" Jenkins
- Jo Hartley como Cynthia Fields
- Kriss Dosanjh como Mr. Sandhu
- Stacey Sampson como Jennifer
- Steve Brody como Richard Woodford, Sr.
- Rebecca Manley como Barbara Woodford
- Helen Behan como Evelyn
- William Travis como Sr. Squires
- Charlotte Tyree como Fay
- Hannah Walters como Trudy
- Ryan Barr como Billy
- Lyra Mae Thomas como Lisa

## Recepção
Escrevendo para o The Guardian, Euan Ferguson elogiou a minissérie a chamando de um "drama cintilante, sombrio, alegre e assustadoramente assistível". Paddy Shennan do Liverpool Echo classificou a série como a melhor série dramática de 2011. No entanto, Hugh Montgomery escrevendo para o The Independent achou toda a história "cada vez mais irritante". This Is England '88ganhou o prêmio de Melhor Mini Série no BAFTA Television Awards de 2012, e também levou a uma indicação de Melhor Ator para Joseph Gilgun (Woody) e uma segunda indicação consecutiva de Melhor Atriz para Vicky McClure (Lol).